# Lamprotettix nitidula
Lamprotettix nitidula är en insektsart som beskrevs av Fabricius 1787. Lamprotettix nitidula ingår i släktet Lamprotettix och familjen dvärgstritar. Inga underarter finns listade i Catalogue of Life.